# 牡丹亭

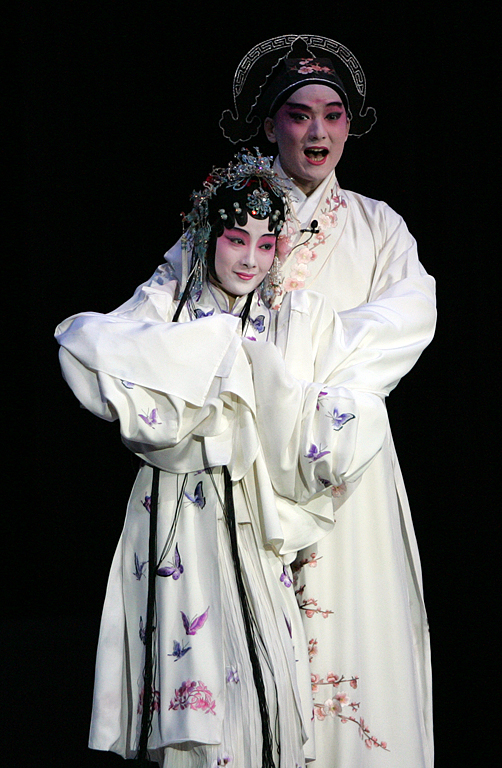
昆曲《牡丹亭》杜丽娘（沈丰英饰）和柳梦梅（俞玖林饰）

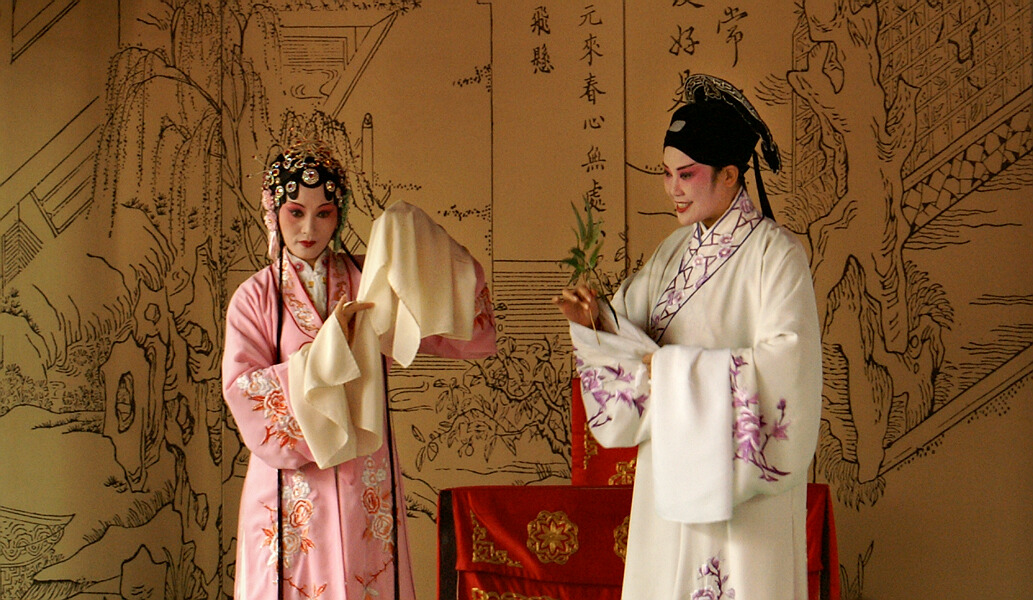
昆曲《牡丹亭》的表演片段

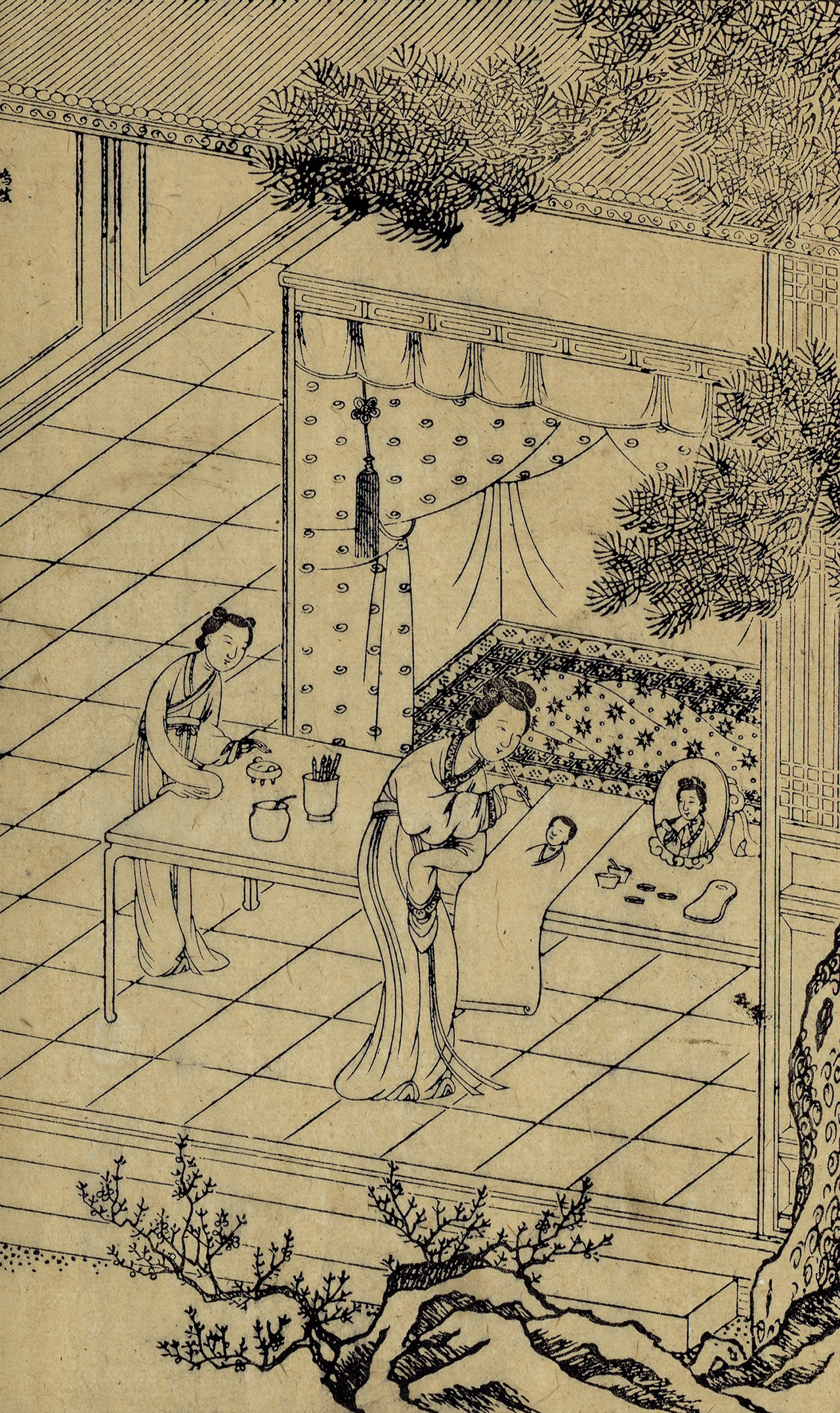
明朝时有关《牡丹亭》的木刻画

《牡丹亭》，原名《還魂記》，又名《杜麗娘慕色還魂記》，是明代劇作家湯顯祖於萬曆二十六年（1598年）完成的傳奇劇本，為其代表作「玉茗堂四夢」（又稱「臨川四夢」）与《紫钗记》、《南柯记》和《邯郸记》并称。全劇共五十五齣，以南曲為主要演唱形式，講述南宋時期南安太守之女杜麗娘因夢生情，抑鬱而亡，後與嶺南書生柳夢梅人鬼相戀，最終還陽復生的離奇故事。
此劇取材於明代話本小說《杜麗娘慕色還魂記》，並融合《太平廣記》等典籍記載的還魂傳說。據《萬曆野獲編》記載，湯顯祖創作時曾「譜《牡丹亭》傳奇，至『賞春香還是舊羅裙』句，臥庭中薪上，掩袂痛哭」。劇中〈驚夢〉、〈尋夢〉、〈寫真〉、〈鬧殤〉等經典折子，長期作為崑劇保留劇目演出。
《牡丹亭》問世後引發社會轟動，據沈德符《顧曲雜言》載：「湯義仍《牡丹亭》夢一出，家傳戶誦，幾令《西廂記》減價」。明清時期更出現馮小青、商小玲等因讀此劇感傷而亡的傳說，反映其對當時社會的深刻影響。該劇在文學史上被譽為「中國古典戲劇浪漫主義傑作」，2001年被聯合國教科文組織列入「人類口述和非物質遺產代表作」崑曲代表性劇目之一。

## 故事梗概
南宋時期南安太守杜宝之独女杜丽娘，在聽聞家庭教師陳最良的詩經《關雎》一課之後，居然動了懷春之情，于梦中邂逅一书生，醒后因思念梦中情郎，鬱鬱寡歡而亡。杜宝赴淮阳升任安抚使前，将杜丽娘葬后花园梅树下，并修梅花庵，嘱一道姑守之。
杜麗娘的靈魂來到地府，判官卻查出她命不該絕，命定有一段姻緣，便放她回返人間。后书生柳梦梅赴京赶考，却因故寓于梅花庵，并因此与杜丽娘游魂相遇相知。其后杜丽娘指示柳梦梅掘坟，开其棺木，并利用自己的屍體复活，两人结为夫妻。随后柳梦梅赶考并高中状元。
柳夢梅受杜丽娘之託，往淮阳见杜宝时，杜宝不相信杜麗娘復活，欲將柳梦梅除之而后快，判處就地正法。在紧急关头，知情者急告杜宝以实情，并指出柳梦梅乃新科状元，不宜殺之。杜宝卻懷疑柳梦梅是妖怪，上奏皇帝。
此后全案归朝廷处理，皇帝查明真相，柳梦梅终于與杜丽娘相聚，杜寶也與女婿尽释前嫌，全剧欢喜而终。

## 風格
《牡丹亭》取材於唐代傳奇《離魂記》，揭露黑暗，以情反理，故事深切動人，具浪漫主義特色，不拘於聲律，曲調優美。人物栩栩如生，描寫細膩；語言則在深淺、濃淡、雅俗之間。

## 唱词
原来姹紫嫣红开遍，似这般都付断井颓垣。

良辰美景奈何天，赏心乐事谁家院。

朝飞暮倦，云霞翠轩；雨丝风片，烟波画船——锦屏人忒看的这韶光贱。

———第十齣〈驚夢〉
這般花花草草由人戀，生生死死隨人願，便酸酸楚楚無人怨。
———第十二齣〈尋夢〉

## 文學地位
《牡丹亭》與《紫釵記》、《南柯記》、《邯鄲記》並稱為“臨川四夢”。
《牡丹亭》是汤显祖最著名的剧作，在思想和艺术方面都达到了其创作的最高水准。据记载“《牡丹亭》一出，家传户诵，几令《西厢》减价”。
此剧在明末一经上演，就受到民众的欢迎。有记载当时有少女读其剧作后深为感动，以至于“忿惋而死”，以及杭州有女伶演到“寻梦”一出戏时感情激动，卒于台上。

## 場次版本
原著的牡丹亭共有五十五齣，由標目、言懷到肃苑、驚夢、到婚走、駭變、到最後的圓駕為止。經過了近代崑劇的改革，改編成十二齣的劇目，有遊園、驚夢、尋夢、離魂、冥判、拾畫、叫畫、幽媾、冥誓、回生、婚走。
| - 第一齣 標目 - 第二齣 言懷 - 第三齣 訓女 - 第四齣 腐嘆 - 第五齣 延師 - 第六齣 悵眺 - 第七齣 閨塾 - 第八齣 勸農 - 第九齣 肅苑 - 第十齣 驚夢 | - 第十一齣 慈戒 - 第十二齣 尋夢 - 第十三齣 訣謁 - 第十四齣 寫真 - 第十五齣 虜諜 - 第十六齣 詰病 - 第十七齣 道覡 - 第十八齣 診祟 - 第十九齣 牝賊 - 第二十齣 鬧殤 | - 第二十一齣 謁遇 - 第二十二齣 旅寄 - 第二十三齣 冥判 - 第二十四齣 拾畫 - 第二十五齣 憶女 - 第二十六齣 玩真 - 第二十七齣 魂遊 - 第二十八齣 幽媾 - 第二十九齣 旁疑 - 第三十齣 歡撓 | - 第三十一齣 繕備 - 第三十二齣 冥誓 - 第三十三齣 秘議 - 第三十四齣 诇藥 - 第三十五齣 回生 - 第三十六齣 婚走 - 第三十七齣 駭變 - 第三十八齣 淮警 - 第三十九齣 如杭 - 第四十齣 仆偵 | - 第四十一齣 耽試 - 第四十二齣 移鎮 - 第四十三齣 禦淮 - 第四十四齣 急難 - 第四十五齣 寇間 - 第四十六齣 折寇 - 第四十七齣 圍釋 - 第四十八齣 遇母 - 第四十九齣 淮泊 - 第五十齣 鬧宴 | - 第五十一齣 榜下 - 第五十二齣 索元 - 第五十三齣 硬拷 - 第五十四齣 聞喜 - 第五十五齣 圓駕 |

## 翻译
洪濤生（Vincenz Hundhausen）是牡丹亭的德文翻译者。

## 改編作品
- 《牡丹亭》是昆剧中的经典剧目。石凌鹤改编的赣剧弋阳腔《还魂记》，被拍摄成彩色电影。
- 1956年粵劇劇作家唐滌生為仙鳳鳴劇團改編《牡丹亭》成粵劇《牡丹亭驚夢》。
- 台灣導演陳國富引申發展出電影「我的美麗與哀愁」。
- 香港導演楊凡的作品「遊園驚夢」與「桃色」亦有借用《牡丹亭》作為電影音樂與情節。
- 2004年作家白先勇，集合中國與港台的藝術家，共同推出「青春版牡丹亭」。
- 香港劇團劇場組合藝術總監甄詠蓓，以《牡丹亭》為靈感，於2005年創作獨腳戲《遊園》，於香港藝術中心及台灣國家戲劇院實驗劇場演出。
- 2007年导演林兆华与昆曲藝術家汪世瑜联合创作的厅堂版《牡丹亭》。
- 2005年，歌手王力宏以《牡丹亭》為靈感，和五月天阿信合作歌曲〈在梅邊〉，收錄在《蓋世英雄》專輯裡。
- 2012年中國36集電視劇《牡丹亭》由孫菲菲、沙溢主演，是《牡丹亭》改編而成的古裝電視劇。以杜麗娘和柳夢梅生死離合的愛情故事為主線，但是將洛陽牡丹起源、牡丹仙子、武則天與洛陽牡丹的故事貫穿劇中。
- 2015年網易發佈的手機遊戲《驚夢》改編自《牡丹亭》。
- 2020年椰島遊戲發佈的手機遊戲《江南百景圖》有以《牡丹亭》為故事藍本的探險活動。

## 相關景點
牡丹亭的故事背景在江西南安府（今江西大余縣），湯顯祖停留該地時取得故事靈感，牡丹亭亦為當地真實景點，毀壞後又重建，現在根據牡丹亭故事內容擴建成牡丹亭公園。